# Anderson Bay Provincial Park
Der Anderson Bay Provincial Park ist ein Provinzpark (englisch Provincial Park) im Südwesten der kanadischen Provinz British Columbia, am südöstlichen Ende von Texada Island in der Strait of Georgia im qathet Regional District. Der Park wurde im Jahr 2000 gegründet und gehört mit einer Größe von rund 35 Hektar zu den kleinsten 10–15 % der Provincial Parks in British Columbia.

## Geschichte und Erhaltung
Der Park besteht aus drei Landteilen, der größte Teil ist das Gebiet an der Ostküste von Texada Island, nordöstlich des Hauptgebietes die durch die namensgebende Anderson Bay getrennte Halbinsel, sowie östlich der Küste eine kleine Insel.
Der Park dient dem Schutz von Schwarzwedelhirschen, Vögeln und der Gezeitentierwelt. Bei ihm handelt es sich um ein Schutzgebiet der Kategorie II (Nationalpark).

## Aktivitäten
Der Park ist ein sogenannter „Day-Use Park“ und bietet keine ausgeprägte touristische Infrastruktur wie Stellplätze für Wohnmobile und Zelte.